# 공연예술박물관
공연예술박물관은 공연예술의 역사를 기록하고 공연 유물을 보존, 전시하기 위하여 설립된 대한민국 문화체육관광부 국립중앙극장 소속의 국립박물관이다. 서울특별시 중구 장충단로 59에 위치하고 있다.

## 연혁
- 2006년 6월 5일 공연자료관 설립 자문회의(1차)
- 2006년 7월 7일 [공연예술 자료관 현황과 전망] 세미나 개최
- 2007년 2월 20일 공연예술박물관 팀 발족
- 2007년 2월 14일 공연예술박물관 설립 자문회의(2차)
- 2007년 3월 1일 역대 국립극장장 모임, 공연예술박물관 설립 발의
- 2007년 11월 1일 공연예술박물관 운영계획 수립
- 2007년 12월 1일 공연예술박물관 기본계획안 완성
- 2008년 2월 1일 공연예술자료 기증캠페인 시작
- 2008년 12월 1일 공연예술박물관 리모델링 완공
- 2009년 12월 23일 공연예술박물관 상설전시실 개관
- 2010년 5월 7일 공연예술박물관 전관 개관
- 2010년 5월 7일 국립극장 60주년 기념 특별전‘6.25전쟁, 공연예술의 기억과 흔적’개최
- 2010년 10월 5일 한스페인 수교 60주년 기념 특별전‘한국과 스페인 인형극의 세계’개최
- 2011년 1월 14일 기획전시‘한국과 스페인 무용극의 세계’개최
- 2011년 6월 28일 기획전시‘새로운 공간, 무대를 찾아서’개최
- 2012년 7월 24일 기획전시‘창唱 무舞 극劇의 어울림:50년의 기억과 감동’개최
- 2013년 7월 22일 기획전시‘'73.10.17 국립극장, 남산시대를 열다’개최

## 관람 안내

### 전시 종료
국립극장 공연예술박물관 장충별관 내 전시실을 2024년 6월 30일까지 운영하고 7월 1일부터 종료함. 
이후 파주 무대예술지원센터 내 이전하여 2025년 새로운 전시실 개관 준비중
ㅇ 대상 : 공연예술박물관 전시실 전체(상설전시실, 별별실감극장 등)
* 별관 내 공연예술자료실Ⅰ·Ⅱ는 아카이브 자료 및 도서 열람 등 지속 이용 가능
* 문의 : 02-2280-5804
현 상설전시실은 공연예술박물관 및 별별스테이지 홈페이지의 VR 전시와 해설 영상으로 관람 가능

## 시설 안내

### 상설전시실
2024년 6월 30일까지 운영 후 2024년 7월 1일부터 전시실 운영 종료됨.
이후 파주 무대예술지원센터 내로 이전하여 2025년 새로운 전시실 개관 준비중
장충동 국립극장 공연예술박물관 상설 전시실은 공연예술박물관 및 별별스테이지 홈페이지의 VR 전시와 해설 영상으로 관람 가능.
상설전시실은 공연예술사 전시실과 공연주제 전시실로 구성되어 있다. 공연예술사 전시실에서는 20세기 이후 한국 공연사의 흐름을 한눈에 볼 수 있으며, 공연주제 전시실에서는 공연이 무대에 오르기까지의 과정을 주제별로 관람할 수 있다.

### 공연예술자료실
공연예술자료실에서는 국립극장 공연 및 쉽게 접할 수 없었던 공연 영상과 음향, 사진, 포스터, 프로그램, 무대디자인 등의 자료 등을 열람할 수 있다.

## 같이 보기
- 국립중앙박물관
  - 국립경주박물관
  - 국립공주박물관
  - 국립광주박물관
  - 국립김해박물관
  - 국립대구박물관
  - 국립부여박물관
  - 국립전주박물관
  - 국립제주박물관
  - 국립진주박물관
  - 국립청주박물관
  - 국립춘천박물관
- 국립민속박물관
- 국립고궁박물관
- 경찰박물관
- 관세박물관
- 국악박물관
- 산림박물관
- 외교박물관
- 우정박물관
- 지도박물관
- 등대박물관
- 철도박물관